# (4998) Kabashima
(4998) Kabashima (1986 VG) – planetoida z pasa głównego asteroid okrążająca Słońce w ciągu 5,22 lat w średniej odległości 3,01 j.a. Odkryta 5 listopada 1986 roku.